# Hyllisia uniformis
Hyllisia uniformis är en skalbaggsart som beskrevs av Stefan von Breuning 1972. Hyllisia uniformis ingår i släktet Hyllisia och familjen långhorningar.
Artens utbredningsområde är Ghana. Inga underarter finns listade i Catalogue of Life.